# Psammocora interstinctus
Espèce
Psammocora interstinctus  est une espèce de coraux appartenant à la famille des Psammocoridae.